# Station Jadwiżyn
Station Jadwiżyn is een spoorwegstation in de Poolse plaats Jadwiżyn.